# Феървю (град, Орегон)
Феървю (на английски: Fairview) е град в окръг Мълтнома, щата Орегон, САЩ. Феървю е с население от 9695 жители (2007) и обща площ от 9 km². Намира се на 34,75 m надморска височина. ЗИП кодът му е 97024, а телефонният му код е 503.